# Das beste Stück vom Braten

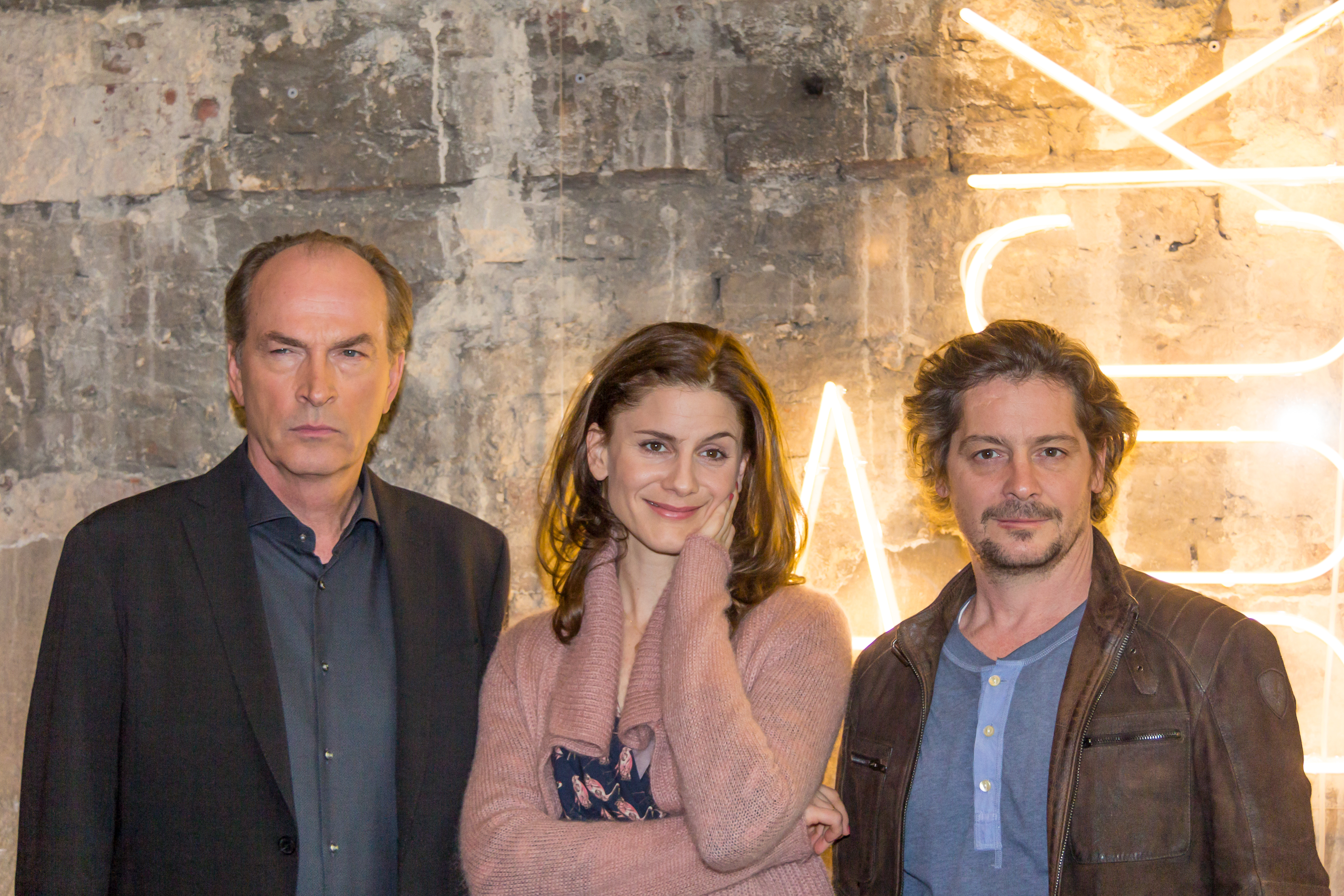
Herbert Knaup, Christina Hecke und Fritz Karl bei den Dreharbeiten in Köln (November 2014)

Das beste Stück vom Braten ist ein deutscher Fernsehfilm von Michael Rowitz aus dem Jahr 2016. Der Film wurde am 22. April 2016 erstmals im Fernsehprogramm des Ersten ausgestrahlt.

## Handlung
Koch Michi Griesebach steht kurz vor der Eröffnung seines neuen Restaurants „La Duck“ und fürchtet die Bewertung von Restaurantkritiker Harry Dumont, dessen Kritik ihm schon vor zwölf Jahren einen ordentlichen Dämpfer beim Start der Karriere versetzt hat. Michi hatte damals eine Affäre mit Dumonts Frau und hat seitdem sein Leben als Schürzenjäger fortgesetzt. Er hat keinen Kontakt zu seiner Tochter Alice und führt gerade eine Affäre mit der Frau seines Bruders Volker, einem erfolgreichen Psychotherapeuten. Als dieser sich bei einem Sturz verletzt und ins Krankenhaus muss, bekommt Michi zufällig mit, wie sich Dumonts Tochter Helene wegen Beziehungsproblemen Therapiestunden bei Volker nehmen möchte. Hier sieht Michi eine Gelegenheit, Insiderwissen zu erfahren und Einfluss auf Dumonts Kritik auszuüben, indem er sich als Volker ausgibt.
Die therapeutischen Sitzungen gestaltet Michi ziemlich unkonventionell, findet aber dennoch einen Draht zu Helene, in der er natürlich auch erotisches Abenteuer sieht. Doch er verliebt sich in die Kritikertochter und hinterfragt mittlerweile einige Dinge in seinem bisherigen Leben. Er nimmt sogar telefonisch Kontakt zu Alice auf. Eines Abends trifft Helene zufällig Michi im „La Duck“, wo er sich – um ein Auffliegen zu verhindern – spontan als Volkers eineiiger Zwilling Michi ausgibt. Es kommt hierbei auch zu einer gemeinsamen Nacht. Als ihm Helene in der nächsten Therapiestunde von Michi erzählt und auch die Einsamkeit in ihm erkennt, redet Michi schlecht über sich. Sein ‚Bruder‘ würde sich nicht ändern und sie nur unglücklich machen. Michi bricht die Therapie aufgrund ihres Kontaktes zu seinem ‚Bruder‘ ab.
Wenig später fliegt Michi auf, als er Alice in der Schule besucht, in der diese von Helene unterrichtet wird. Michi sucht daraufhin Dumont in seinem Haus auf und beide sprechen über ihre Feindschaft, über die Beziehungen zu Frauen und ihren Töchtern. Dumont versteht, dass er sich zu wenig um Helene und zu viel um seine Arbeit gekümmert hat. Beide suchen Helene in der Schule auf, da sich Harry entschuldigen möchte. Als sie erkennt, dass auch Michi seine Hände hierbei im Spiel hat, radelt sie einfach davon. Michi konzentriert sich nun wieder auf seine Restauranteröffnung und ändert das Menu, alles soll ohne Restaurant-Chichi ablaufen. Der Abend läuft gut, schließlich kommen auch Harry und Helene. Helene tut so, als würde sie Michi zum ersten Mal treffen und sagt, sie möchte selbst herausfinden, wer er sei.

## Produktion
Der Film wurde vom 29. Oktober 2014 bis zum 27. November 2014 in Köln gedreht.

## Soundtrack
Für den Soundtrack wurden unter anderem folgende Songs verwendet:
- Marteria, Yasha, Miss Platnum (Lila Wolken)
- Semisonic (Closing Time)

## Rezeption

### Kritiken
Das Lexikon des internationalen Films schreibt über den Film: „Betont heitere (Fernseh-)Verwechslungskomödie, die den Charme der Darsteller allerdings für allzu platte Gags verheizt“.
Bei tittelbach.tv gibt Kritiker Rainer Tittelbach dem Film insgesamt 4,5 von 6 Sternen. Das beste Stück vom Braten habe die klassische Rezeptur guter Komödien, bestehend aus  hohem Tempo, gutem Timing und einer dazu passenden dynamischer Musik. Laut Tittelbach dürfte der Film „Freunden dezent ab- und überdrehten Komödien-Handwerks besonderen Spaß machen“. Mit den Protagonisten des Films Herbert Knaup, Christina Hecke, Martin Brambach und Fritz Karl habe man eine Top-Besetzung für eine „Küche voller Neurotiker“ gewählt. Knaup und Karl stellten zwei exzessive, narzisstische und testosterongesteuerte Macho-Diven dar, ihre mit Macho-Klischees spielenden Witze endeten allerdings meist auf ihre Kosten. Der Film zeichne sich durch Situationskomik aus, die selbst auch viel Charakterkomik mitbringe.

### Einschaltquote
Die Erstausstrahlung des Films am 22. April 2016 wurde in Deutschland von 3,02 Millionen Zuschauern gesehen und erreichte einen Marktanteil von 10,1 % für Das Erste.